# M/S Polstjerna
M/S Polstjerna är ett norskt sälfångstfartyg. Hon byggdes på Moens båtbyggeri i Risør 1949 och gick på sälfångst från samma år. 
M/S Polstjerna är nu en del av Norges arktiske universitetsmuseum. Hon har sedan 2004 varit utställd i torrdocka i en flytande utställningshall vid Polaria i södra delen av Tromsø. Utställningshallen ritades av Per Knudsen Arkitektkontor.
M/S Polstjerna har haft 33 fångstsäsonger i isen och har fört hem bortåt 100.000 sälar från Vestisen och Østisen. Hon är 28,3 meter lång, sju meter bred och har ett bruttotonnage på 129 ton. Masten är 19 meter från vattenlinjen. Djupgåendet är fyra meter.
Museet hade 7.559 besök 2018.

## Bildgalleri

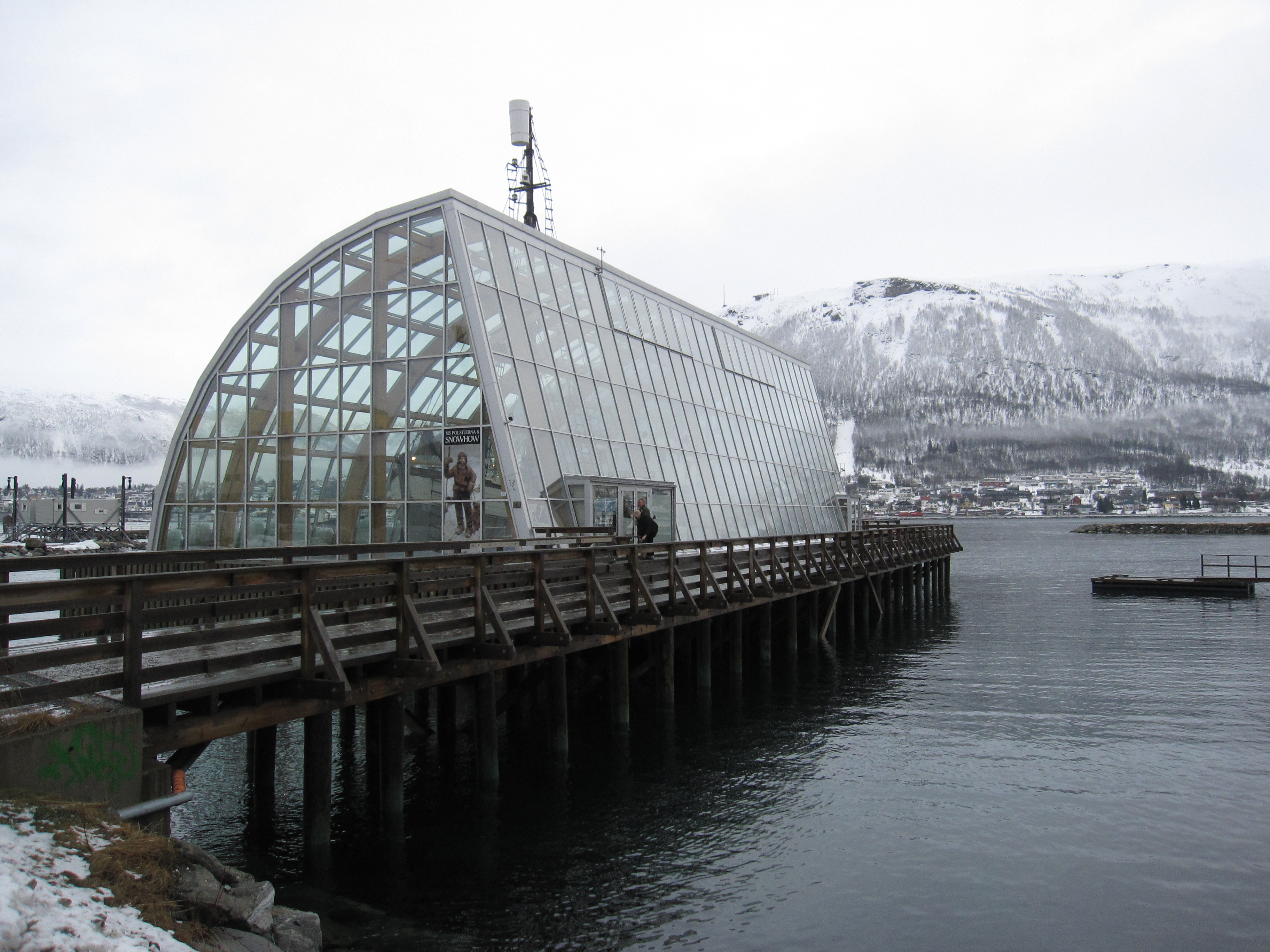
Flytdockan
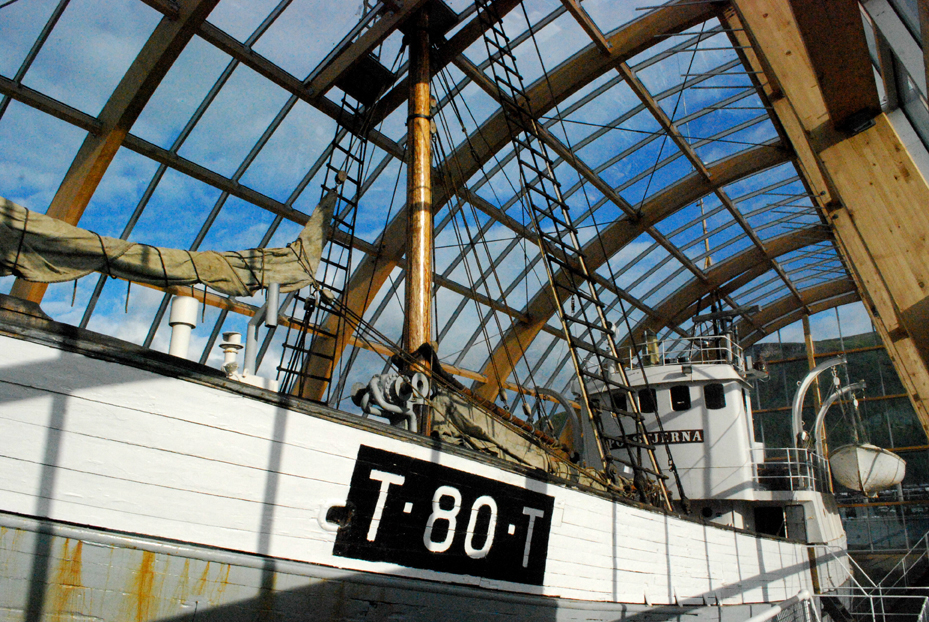
Bogen